# Photinia lasiopetala
Photinia lasiopetala е вид растение от семейство Розови (Rosaceae). Видът е световно застрашен, със статут Уязвим.

## Разпространение
Разпространен е в Тайван.